# Friderik Degen
Friderik Degen, slovenski ekonomist, športni delavec in pedagog, * 17. julij 1906, Bistrica ob Sotli, † 20. december 2001, Maribor.

## Življenjepis
Diplomiral je 1929 na dunajski Visoki šoli za svetovno trgovino in 1932 na zagrebški Visoki ekonomsko-komercialni šoli. Poučeval je na nekdanji Trgovski akademiji v Mariboru, na srednji šoli ter nazadnje na Višji agronomski šoli v Mariboru. Aktivno je sodeloval pri Sokolu, bil dolgoletni član Turistične zveze Slovenije, dolgoletni član in predsednik Planinskega društva Maribor Matica ter aktiven še na mnogih drugih področjih. Bil je tudi  pobudnik gradnje planinskih koč na Kozjaku in Pohorju. Za svoje delo na pedagoškem, turističnem, planinskem in kulturnem področju je aprila 1996 dobil mestni pečat, oktobra 1996 pa je postal častni občan mesta Maribor. Napisal je knjigo Menični slovarček (1937), bil soavtor in urednik knjige Prispevki k zgodovini kmetijskega šolstva na Slovenskem (1967). Leta 1963 je prevzel vodstvo Skupnosti kmetijskih in živilskih šol Slovenije in uredništvo biltena Naše kmetijske šole.